# Yelī
Yelī (persiska: يِلئ سُفلَى, يلی, Yelī-ye Soflá) är en ort i Iran.   Den ligger i provinsen Östazarbaijan, i den nordvästra delen av landet, 500 km nordväst om huvudstaden Teheran. Yelī ligger 577 meter över havet och antalet invånare är 178.
Terrängen runt Yelī är kuperad norrut, men söderut är den platt. Runt Yelī är det ganska glesbefolkat, med 42 invånare per kvadratkilometer. Närmaste större samhälle är Gūn Gowrmez, 12,3 km nordväst om Yelī. Trakten runt Yelī består till största delen av jordbruksmark.